# エウパエス
エウパエス（希：Εὐφάης、ラテン文字転記：Euphaes、？-紀元前744年もしくは紀元前724年、在位：紀元前757年-紀元前744年もしくは紀元前737年-紀元前724年）は第一次メッセニア戦争期のメッセニアの王である。
エウパエスは父アンティオコスの後を襲って王になった。エウパエスの即位とほぼ同時にメッセニアはスパルタとの戦争（第一次メッセニア戦争）に突入し、その緒戦にスパルタ軍によって要衝アンフェイアが落とされると、エウパエスはメッセニア人の大集会で演説をして人々を励まし、それから3年後にスパルタ軍と会戦して引き分けた。二度目の会戦でエウパエスは二人のスパルタ王テオポンポスとポリュドロスの軍と戦い、再び引き分けた。この時左翼に陣取ったエウパエスは正面のテオポンポスを敗走させたが、右翼が劣勢だったため、テオポンポスの追撃に回らずに右翼の救援に駆けつけた。エウパエスの奮戦にもかかわらず、戦争による財政の悪化、奴隷の逃亡、そして疫病の流行のため、窮地に立たされたメッセニア人は要害イトメ山に篭城することになり、それから5年後の会戦でエウパエスは奮戦の末戦死した。エウパエスには子がいなかったため、王家と縁続きのアリストデモスが王位に選出された。

## 註
1. ↑  パウサニアス, IV. 5. 8
2. ↑  パウサニアス, IV. 6. 6
3. ↑  パウサニアス, IV. 7. 4-6
4. ↑  パウサニアス, IV. 7. 7-13
5. ↑  パウサニアス, IV. 9. 1
6. ↑  パウサニアス, IV. 10. 1-4
7. ↑  パウサニアス, IV. 10. 5